# Divadlo Koráb
Divadlo Koráb je nezávislé divadlo pro rodiny s dětmi, které působí od roku 1996 v Brně a zájezdově po České republice. Zakladatelem divadla je herec Radim Koráb. Stálá scéna se od roku 2020 nachází v historickém domě U Tří knížat v ulici Jánská v Brně. 

## Historie
Divadlo Koráb založil Radim Koráb v roce 1996 po studiu herectví na Střední škole dramatického umění při Severomoravském divadle v Šumperku. Zde účinkoval v představení Zlatovláska (1993, režie Zdeněk Černín), které Divadlo Koráb převzalo do svého repertoáru a je tak jeho nejdéle hraným představením. Divadlo nejdříve působilo jako zájezdové a poté vystřídalo několik stálých scén: Slévárnu Vaňkovka, Kabinet múz, sál na ulici Staňkova a v roce 2020 zakotvilo ve sklepních prostorách domu U Tří knížat v ulici Jánská v Brně.
V hereckém souboru se vystřídala řada účinkujících, např. Kristina Gargula, Radim Chyba, Yuliia Yabletska, Anna Řeháková, Veronika Senciová, Erika Kubálková, Gabriela Míčová, Bohumil Klacl, Pavel Riedl a další.

## Repertoár
Divadlo Koráb uvádí zejména tituly podle klasických předloh, kdy se snaží o netradiční a humorné zpracování. Na repertoáru je i několik autorských kusů, například hudebně-naučná pohádka Kašpárek a drak, Princezna s dlouhým nosem (autoři Andrea Hanáčková a Radim Koráb) nebo Bohatýrská pohádka.
- Betlém aneb Putování za hvězdou
- Bohatýrská pohdáka
- Dlouhý, Široký a Bystrozraký
- Hvězdné pohádky
- Jak rytíř s rýmou zatočil
- Karkulka Červená
- Kašpárek a drak
- Kocour v botách
- O Budulínkovi
- O Zlatovlásce
- Perníková chaloupka
- Pohádka pro 3 + 1 prasátka
- Princ Bajaja
- Princezna na hrášku
- Princezna s dlouhým nosem
- Pták Ohnivák a liška Ryška
- Sindibádova dobrodružství
- Snehurka a sedm trpajzlíků
- hudebně-naučný pořad Trumpeta a klarinet